# グッデイみやぎ
『グッデイみやぎ』は、2002年4月1日から2003年3月28日まで東北放送（TBCテレビ）にて放送されていた平日朝のローカルワイド番組である（=おはよう!グッデイの宮城県ローカルパート）。

## 概要
本番組はTBCテレビ平日朝のローカルワイド番組第1作としてスタートし、司会にはTBC報道記者の横山義則と当時TBCアナウンサーの根本美緒が起用された。
番組内には占いのコーナーがあり、当時中部日本放送（CBC）制作で放送された土曜7:30のアニメ『星のカービィ』をキャラクターとした『星のカービィ星占い』があった。この占いが放送されたのはTBCとCBCのみで、おはよう!グッデイで全国ネットや、勿論当時やはりローカル枠を設けていた毎日放送（MBS）と南日本放送（MBC）（おはよう!グッデイの冠の付いたローカル枠があったにもかかわらず）では放送されなかった。また、毎週金曜日の占いの後は『星のカービィ』の予告も番組内でされていた。
2003年3月31日より『ウォッチン!みやぎ』に改題、2023年7月現在では『THE TIME,』の後半部分を独自に差し替える形で引き続き放送されている。

## 出演者

### 司会
- 横山義則（TBC報道記者） - 後番組『ウォッチン!みやぎ』も続投。
- 根本美緒（当時TBCアナウンサー） - 同上。木曜日は『体感TVぐらまらす』を兼務。

## コーナー
- TBCニュース
- グッデイスポーツ
- 星のカービィ占い
- 交通情報

ほか